# إدوارد جوري
إدوارد جوري (بالإنجليزية"Edward St. John Gorey) ، من مواليد مدينة شيكاغو بتاريخ 22 فبراير 1925 ، وتوفي في 15 أبريل 2000م ، وهو كاتب قصص روايات أمريكي معروف ، ومن أهم أعماله : القيثارة الموتورة "Unstrung Harp" سنة 1953 .

## وصلات خارجية
- إدوارد جوري على موقع IMDb (الإنجليزية)
- إدوارد جوري على موقع الموسوعة البريطانية (الإنجليزية)
- إدوارد جوري على موقع ميوزك برينز (الإنجليزية)
- إدوارد جوري على موقع قاعدة بيانات برودواي على الإنترنت (الإنجليزية)
- إدوارد جوري على موقع إن إن دي بي (الإنجليزية)
- إدوارد جوري على موقع ديسكوغز (الإنجليزية)

إدوارد جوري  على قاعدة بيانات الخيال التأملي على الإنترنت
- Edward Gorey House Official Site of the Edward Gorey House and Gorey Trust
- Mystery! Edward Gorey interview from pbs.org
- Selected Gorey works from lunaea.com
- Edward Gorey in WorldCat Identities
- Elephant House: The Edward Gorey House contents photographed after his death by Kevin McDermott
- Edward Gorey Documentary Clips
- Goreyana Gorey fan site
- Goreyography All about Gorey
- Edward Gorey Book Covers and Prints
- Costume design from Dracula in Swann Galleries Auction catalogue
- Edward Gorey Doubleday Anchor paperbacks